# Erdei varjúköröm
Az erdei varjúköröm vagy  erdei raponca (Phyteuma spicatum) a fészkesvirágzatúak (Asterales) rendjébe és a harangvirágfélék (Campanulaceae) családjába tartozó, a Kárpát-medencében is honos faj.

## Elterjedés, élőhely
Európa szinte egészén elterjedt. Üde lombos erdőkben, hegyi réteken, magaskórósokban jellemző. A Börzsönyben, valamint a Mátrában megtalálható növényfaj.

## Megjelenés
30–80 cm magas lágy szárú növény. Virága sárgásfehér.